# UNESCO
(Preambolo dell'Atto Costitutivo dell'UNESCO)
L'Organizzazione delle Nazioni Unite per l'Educazione, la Scienza e la Cultura (in francese L'Organisation des Nations unies pour l'éducation, la science et la culture; in inglese United Nations Educational, Scientific and Cultural Organization, da cui l'acronimo UNESCO; AFI: /uˈnɛsko/ o /uˈnesko/) è un'agenzia specializzata delle Nazioni Unite creata con lo scopo di promuovere la pace e la comprensione tra le nazioni con l'istruzione, la scienza, la cultura, l'educazione e l'informazione per promuovere "il rispetto universale per la giustizia, per lo stato di diritto e per i diritti umani e le libertà fondamentali" quali sono definite e affermate dalla Dichiarazione universale dei diritti umani.
Fondata durante la Conferenza dei Ministri Alleati dell'Educazione (CAME), la sua Costituzione è stata firmata il 16 novembre 1945 ed entrata in vigore il 4 novembre 1946, dopo la ratifica da parte di venti Stati. Ha sede a Parigi, in Francia, nel palazzo dell'UNESCO.

## Storia
L'Unesco venne messo a punto durante i lavori preparatori che si ebbero tra il 16 novembre 1945 e il 24 novembre 1946, nell'ambito della Conferenza dei Ministri Alleati dell'Educazione (CAME). Questo gruppo di Ministri dell'Educazione dei Paesi Alleati contro il Nazismo si riunì la prima volta a Londra nel 1942, in piena seconda guerra mondiale.
Già a partire dal 1942 si manifestò tra i ministri europei, e per iniziativa della Gran Bretagna, l'esigenza della creazione di un organismo sovranazionale in grado di diffondere la cultura della pace, della democrazia e dell'uguaglianza degli uomini che si sarebbe dovuto occupare delle questioni intellettuali nel dopoguerra. Quasi immediatamente si sviluppò l'idea di costituire una organizzazione internazionale che avesse un impatto globale.
Durante la Conferenza del 1943 venne redatto il testo dell'Atto Costitutivo dell'Unesco, la Costituzione dell'Unesco, che è stato firmato il 16 novembre 1945 ed è entrato in vigore il 4 novembre del 1946, dopo la ratifica da parte di venti Stati: Arabia Saudita, Australia, Brasile, Canada, Cecoslovacchia, Cina, Danimarca, Egitto, Francia, Grecia, India, Libano, Messico, Norvegia, Nuova Zelanda, Regno Unito, Repubblica Dominicana, Stati Uniti d'America, Sudafrica e Turchia.
L'Italia è stata ammessa l'8 novembre 1947 all'unanimità durante la seconda sessione della Conferenza Generale che si svolse a Città del Messico. "Ammissione che fu perfezionata subito dopo, il 27 gennaio 1948, con il deposito a Londra dello strumento di ratifica dell'Atto costitutivo dell'Organizzazione da parte del Governo italiano. Questo riconoscimento ebbe il valore morale di un primo passo verso l'ammissione dell'Italia all'ONU, che stava incontrando proprio in quel periodo notevoli difficoltà. In Italia, a ogni modo, una volta resa esecutiva con il Decreto presidenziale del 12 luglio 1949 la Convenzione di Londra sull'Unesco, fu istituita la Commissione Nazionale per l'Educazione, la Scienza e la Cultura con il Decreto Interministeriale dell'11 febbraio 1950".
Dopo la fine della seconda guerra mondiale molti Stati hanno deciso, per questioni collegate alla storia politica interna e alle vicende internazionali, di non partecipare più all'Unesco ma sono poi tornate sui loro passi e attualmente l'Agenzia Specializzata delle Nazioni Unite per l'Educazione, la Scienza e lo Sviluppo conta 194 Stati Membri e 12 Membri Associati.
Il 16 novembre 1972, fu la data in cui venne adottata la Convenzione sul patrimonio dell'umanità, istituendo di fatto la famosa e conosciuta lista del patrimonio dell'umanità.
Dal 1948 pubblica Il Corriere dell'UNESCO, nelle sei lingue ufficiali dell'ONU (inglese, francese, spagnolo, russo, cinese e arabo).
Nel 2025 gli Stati Uniti d’America si ritirano dall’associazione per volere del presidente Donald Trump.

## Descrizione
Sono membri dell'Unesco, dall'aprile 2016, 193 Paesi più 12 Membri Associati. Il quartier generale dell'Unesco è a Parigi presso il palazzo dell'UNESCO e opera programmi di scambio educativo, scientifico e culturale da Uffici Regionali che svolgono la propria attività su quasi la totalità del pianeta. I progetti sponsorizzati dall'Unesco comprendono programmi scientifici internazionali; programmi tecnici e di formazione degli insegnanti; progetti regionali e di storia culturale; e per conservare il patrimonio culturale e naturale del pianeta e per preservare i diritti umani.
Una delle missioni dell'Unesco è quella di mantenere una lista di patrimoni dell'umanità, questi sono siti che vengono selezionati dal Comitato del Patrimonio mondiale, i criteri di selezione sono specificati dall'ente menzionato, in sostanza siti che sono importanti dal punto di vista culturale o naturalistico che rappresentano delle qualità di eccezionale importanza e la cui conservazione e sicurezza è ritenuta fondamentale per l'intera comunità mondiale. Responsabile della fondazione dell'OANA, fornisce fondi al Consiglio Internazionale per la Scienza, è rappresentata da propri ambasciatori e promuove il Forum Universale delle Culture. Dal 2004 promuove anche la Rete delle Città creative.

### Direttori

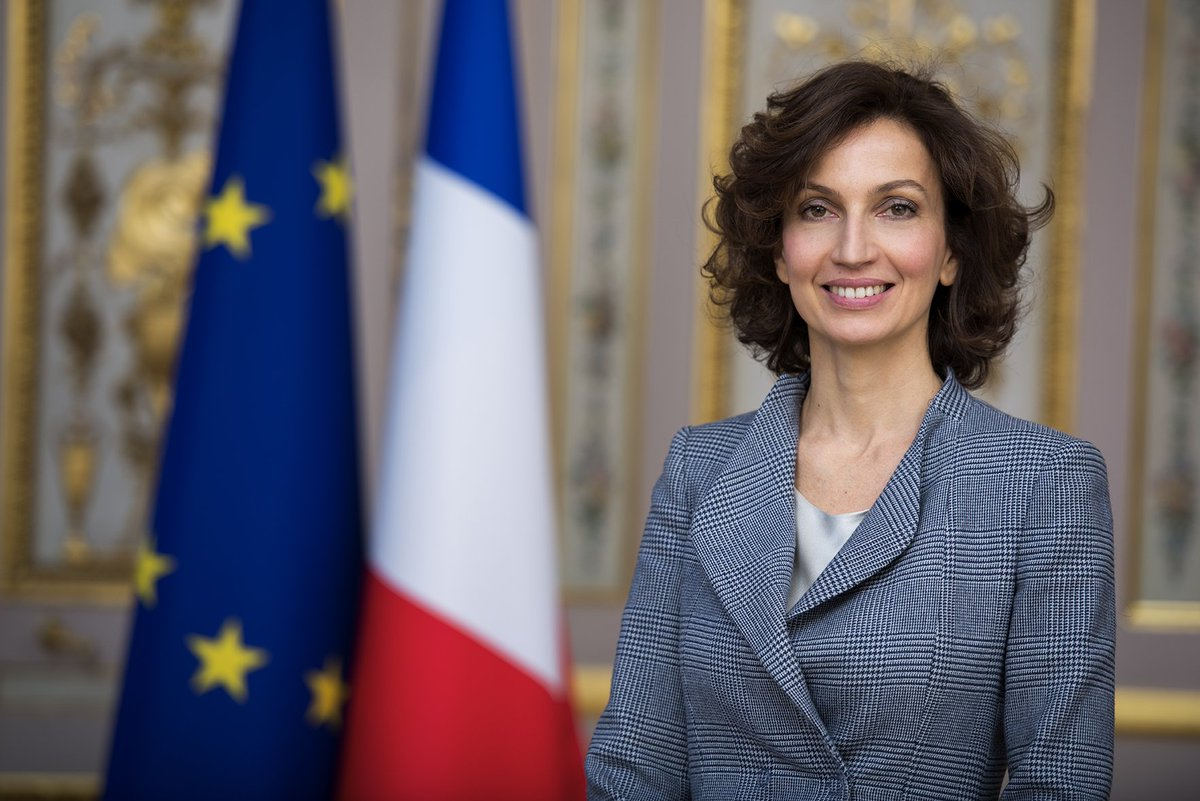
Audrey Azoulay, direttrice generale dell'Unesco

1. Julian Huxley (1946 - 1948)
2. Jaime Torres Bodet (1948 - 1952)
3. Luther Evans (1952 - 1958)
4. Vittorino Veronese (1958 - 1961)
5. René Maheu (1961 - 1974)
6. Amadou-Mahtar M'Bow (1974 - 1987)
7. Federico Mayor (1987 - 1999)
8. Kōichirō Matsuura (1999 - 2009)
9. Irina Bokova (2009 - 2017)
10. Audrey Azoulay (2017 - attuale)

## Controversie

Bandiera dell'Unesco

L'Unesco è stata a volte al centro di controversie. Durante gli anni settanta e ottanta le nazioni occidentali, specialmente gli Stati Uniti e il Regno Unito, ritenevano che venisse usato dai paesi comunisti e dal terzo mondo come forum per attaccare l'occidente. L'Unesco sviluppò un piano chiamato Nuovo Ordine Internazionale dell'Informazione, per fermare le presunte bugie e la disinformazione che veniva diffusa nelle nazioni in via di sviluppo. L'occidente lo respinse come un tentativo del terzo mondo e di alcuni regimi comunisti di distruggere la libertà di stampa; gli Stati Uniti si ritirarono dall'organizzazione in segno di protesta nel 1984 e il Regno Unito nel 1985 (il Regno Unito ha nuovamente aderito nel 1997 e gli Stati Uniti nel 2003).
Il 31 ottobre 2011 l'Assemblea generale dell'Unesco ha accettato l'adesione della Palestina, con una votazione che ha visto 107 voti a favore, tra i quali quelli di Francia, Cina e India, e l'astensione di 52 altri Paesi, tra cui il Regno Unito. L'ammissione della Palestina ha creato un attrito politico con gli Stati Uniti e altri stati contrari, con un arresto dei finanziamenti a favore dell'organizzazione da parte di Stati Uniti e Israele. Il 12 ottobre 2017 gli Stati Uniti dichiarano la loro uscita dall'Unesco. Il Dipartimento di Stato motiva la decisione sostenendo che negli ultimi anni la posizione dell'Unesco ha assunto "persistenti pregiudizi anti-Israele". Il 31 dicembre 2018, gli Stati Uniti e Israele si sono ufficialmente ritirati dall'Unesco. Il 30 giugno 2023 gli Stati Uniti tornano a farne parte. Nel 2025, gli Stati Uniti escono nuovamente dall'Organizzazione (uscita che prenderà effetto dopo Dicembre 2026), per gli stessi motivi della precedente uscita.
Nel febbraio 2012 l'Unesco ha organizzato una conferenza su WikiLeaks non ammettendo ai lavori l'organizzazione di Julian Assange.